# Чагоницы
Чагоницы — деревня в Алёховщинском сельском поселении Лодейнопольского района Ленинградской области.

## История
ЧАГОНИЦЫ — деревня близ Саозера, число дворов — 11, число жителей: 40 м. п., 29 ж. п.; Часовня православная . (1879 год)

ЧАГОНИЦЫ — деревня при озере Сагозере, население крестьянское: домов — 20, семей — 20, мужчин — 55, женщин — 60, всего — 145; лошадей — 17, коров — 36, прочего — 46 . (1905 год)

В конце XIX — начале XX века деревня административно относилась к Шапшинской волости 1-го стана Лодейнопольского уезда Олонецкой губернии.
С 1917 по 1921 год деревня входила в состав Заозерского сельсовета Шапшинской волости Лодейнопольского уезда Олонецкой губернии.
С 1922 года в составе Валданского сельсовета.
С 1923 года в составе Суббочинской волости Ленинградской губернии.
С 1926 года в составе Заозерского сельсовета Лодейнопольского уезда.
С февраля 1927 года в составе Шапшинской волости. С августа 1927 года в составе Оятского района. В 1927 году население деревни составляло 108 человек.
Согласно карте Ленинградской области Северо-западного аэрогеодезического треста ГГУ издания 1932 года деревня называлась Чагонцы и насчитывала 3 крестьянских двора.
По данным 1933 года деревня называлась Чагонцы и входила в состав Валданского сельсовета Оятского района.
В 1934 году население деревни составляло 23 человека.
В 1939 году деревня Чагоницы была присоединена к деревне Заозерье.

Деревня Чагоницы на карте РККА 1940 года

По данным 1966, 1973 и 1990 годов деревня Чагоницы входила в состав Алёховщинского сельсовета.
В 1997 и 2002 годах в деревне Чагоницы Алёховщинской волости постоянного населения не было.
В 2007 году в деревне Чагоницы Алёховщинского СП не было постоянного населения, в 2010 году проживали 3 человека, в 2014 году вновь не было постоянного населения.

## География
Деревня расположена в центральной части района на автодороге 41А-009 (Лодейное Поле — Чудово).
Расстояние до административного центра поселения — 16 км.
Расстояние до ближайшей железнодорожной станции Лодейное Поле — 50 км.
К югу от деревни находится озеро Заозерское.

## Демография
| 1879 | 1905 | 1927 | 1934 | 1997 | 2007 | 2010 |
| ---- | ---- | ---- | ---- | ---- | ---- | ---- |
| 69   | ↗145 | ↘108 | ↘23  | ↘0   | →0   | ↗3   |
| 2014 | 2015 | 2016 | 2017 |      |      |      |
| ↘0   | →0   | →0   | →0   |      |      |      |

### Национальный состав
Согласно данным Всероссийской переписи населения 2021 года в деревне проживали 16 человек, все русские.

## Инфраструктура
На 1 января 2014 года в деревне было зарегистрировано частных жилых домов — 10
На 1 января 2015 года в деревне не было зарегистрировано постоянного населения.